# Cyrtopodion
Cyrtopodion is een geslacht van hagedissen dat behoort tot de gekko's (Gekkota) en de familie Gekkonidae.

## Naam en indeling
De wetenschappelijke naam van de groep werd voor het eerst voorgesteld door Leopold Fitzinger in 1834. Er zijn 24 soorten, inclusief de pas in 2012 beschreven soort Cyrtopodion hormozganum. De hagedissen werden eerder aan andere geslachten toegekend, zoals Gymnodactylus, Mediodactylus, Agamura, Stenodactylus en Tenuidactylus

## Verspreiding en habitat
De hagedissen komen voor in delen van Azië, Afrika en het Midden-Oosten en leven in de landen Turkije, Egypte, Israël, Irak, Iran, Saoedi-Arabië, Oman, Verenigde Arabische Emiraten, Koeweit, Qatar, Ethiopië, Eritrea, Soedan, India, Pakistan, Jordanië, Afghanistan en China. De habitat bestaat uit rotsige omgevingen, scrublands, bossen, graslanden en woestijnen. Ook in door de mens aangepaste streken zoals landelijke tuinen en stedelijke gebieden kunnen de dieren worden aangetroffen.

## Beschermingsstatus
Door de internationale natuurbeschermingsorganisatie IUCN is aan zestien soorten een beschermingsstatus toegewezen. Dertien soorten worden gezien als 'veilig' (Least Concern of LC) en drie soorten als 'onzeker' (Data Deficient of DD).

## Soorten
Het geslacht omvat de volgende soorten, met de auteur en het verspreidingsgebied.
| Naam                        | Auteur                                  | Verspreidingsgebied |
| --------------------------- | --------------------------------------- | --- |
| Cyrtopodion agamuroides     | Nikolsky, 1900                          | Iran, Pakistan, Afghanistan |
| Cyrtopodion aravallensis    | Gill, 1997                              | India |
| Cyrtopodion baigii          | Masroor, 2008                           | Pakistan |
| Cyrtopodion belaense        | Nazarov, Ananjeva & Papenfuss, 2011     | Pakistan |
| Cyrtopodion brevipes        | Blanford, 1874                          | Iran |
| Cyrtopodion fortmunroi      | Khan, 1993                              | Pakistan |
| Cyrtopodion gastrophole     | Werner, 1917                            | Iran |
| Cyrtopodion golubevi        | Nazarov, Ananjeva & Rajabizadeh, 2010   | Iran |
| Cyrtopodion hormozganum     | Nazarov, Bondarenko & Rajabizadeh, 2012 | Iran |
| Cyrtopodion indusoani       | Khan, 1988                              | Pakistan |
| Cyrtopodion kachhense       | Stoliczka, 1872                         | Pakistan, India, Iran |
| Cyrtopodion kiabii          | Ahmadzadeh, Flecks, Torki & Böhme, 2011 | Iran |
| Cyrtopodion kirmanense      | Nikolsky, 1900                          | Iran |
| Cyrtopodion kohsulaimanai   | Khan, 1991                              | Pakistan |
| Cyrtopodion mansarulus      | Duda & Sahi, 1978                       | India |
| Cyrtopodion medogense       | Zhao & Li, 1987                         | China |
| Cyrtopodion montiumsalsorum | Annandale, 1913                         | Pakistan, India |
| Cyrtopodion persepolense    | Nazarov, Ananjeva & Rajabizadeh, 2010   | Iran |
| Cyrtopodion potoharense     | Khan, 2001                              | Pakistan |
| Cyrtopodion rhodocauda      | Baig, 1998                              | Pakistan |
| Cyrtopodion rohtasfortai    | Khan & Tasnim, 1990                     | Pakistan |
| Cyrtopodion scabrum         | Heyden, 1827                            | Turkije, Egypte, Israël, Irak, Iran, Saoedi-Arabië, Oman, Verenigde Arabische Emiraten, Koeweit, Qatar, Ethiopië, Eritrea, Soedan, India, Pakistan, Jordanië, Afghanistan |
| Cyrtopodion sistanense      | Nazarov & Rajabizadeh, 2007             | Iran |
| Cyrtopodion watsoni         | Murray, 1892                            | Pakistan, Afghanistan |